# A.N.F. Les Mureaux 140
L'A.N.F. Les Mureaux 140T est un avion de transport trimoteur français de l'Entre-deux-guerres.
Seul avion de transport étudié par les Ateliers de construction du Nord de la France et des Mureaux, c'était un monoplan métallique à aile haute propulsé par trois moteurs Salmson 9Ac de 120 ch destiné au transport postal de nuit, ou de 6 passagers, ou de transport mixte. Le prototype 01, qui avait commencé ses essais en vol en septembre 1932, fut présenté au Salon de l’aéronautique de Paris qui ouvrit ses portes le 18 novembre, remplacé par le 02 à Villacoublay pour terminer les essais en vol avant de participer à la Journée de l’aviation marchande organisée au Bourget le 30 avril 1933. En juin 1935, le 01 parvint à regagner Villacoublay après avoir perdu une hélice en vol, démontrant involontairement la fiabilité des trimoteurs de faible puissance, mais les performances étaient jugées insuffisantes et les deux Mureaux 140T finirent à la casse. 

## Sources
- Pierre Gaillard, Les Transports aériens de chez nous, Boulogne-Billancourt, Editions MDM, coll. « De chez nous », 1997, 144 p. (ISBN 2-909-31337-9 et 978-2-909-31337-5)